# ترامپتون
ترامپتون (به انگلیسی: Thrumpton) یک روستا و محله مدنی در بریتانیا است که در راشکلف واقع شده‌است. ترامپتون ۱۶۵ نفر جمعیت دارد.